# Плющ Леонід Іванович
Плющ Леонід Іванович (фр. Léonide Pliouchtch; 26 квітня 1939 — 4 червня 2015) — український математик, публіцист, літературознавець, правозахисник; належав до радянських соціалістів-дисидентів. Член Ініціативної групи захисту прав людини, член Закордонного представництва Української Гельсінкської групи. Народився у Нарині, Киргизька РСР, СРСР. Випускник Одеського (1959) і Київського університетів (1962). Співробітник Інституті кібернетики Академії наук УРСР. З 1968 року зазнав гонінь радянської влади. У 1973–1976 роках перебував у закладах радянської каральної психіатрії. 1976 року був звільнений під тиском міжнародної громадськості, емігрував до Франції, прийняв французьке громадянство. За кордоном займався переважно літературознавчою діяльністю. 

## Життєпис

### Молодість. Освіта
Народився у 1939 р.  в робітничій сім'ї в Нарині. На самому початку Другої світової війни батько Леоніда пішов на фронт і не повернувся. Коли лікарі виявили у Леоніда Плюща кістковий туберкульоз, сім'я переїхала до Одеси. Чотири роки дитина була прикута до ліжка.
1959 Леонід закінчив школу зі срібною медаллю, вступив на фізмат Одеського університету. Рік працював сільським учителем. 1962 закінчив механіко-математичний факультет Київського національного університету. До 1968 працював у Інституті кібернетики Академії наук УРСР на посаді інженера-математика у Лабораторії математичних методів у біології і медицині, якою керував Антомонов Ю. Г.

### Громадська діяльність
Брав активну участь в українському національно-демократичному русі шістдесятників. Леонід Плющ був зв'язковою ланкою між українськими й московськими правозахисниками. Саме він познайомив москвичів з українським самвидавом і возив самвидавські книги з Москви в Київ, звідки вони розходилися по всій Україні.
1964, після усунення М. Хрущова, Л. Плющ написав листа до ЦК КПРС, у якому висловив свої погляди на демократизацію в СРСР. З 1966 почав писати статті для самвидаву про природу радянської держави, її ідеологію та з національних проблем в СРСР. Він, як і багато хто з дисидентів його покоління, був переконаним марксистом і вірив у «соціалізм із людським обличчям».

### Гоніння
У липні 1968 Плющ був звільнений з роботи у зв'язку з тим, що написав і послав у газету «Комсомольская правда» різку статтю з приводу суду над Олександром Ґінзбурґом, Юрієм Ґалансковим, Олексієм Добровольським і Вірою Лашковою. Почав збирати інформацію й передавати її в «Хронику текущих событий», розповсюджував «Український вісник». У 1969 став членом Ініціативної групи захисту прав людини в СРСР.
У травні 1969 Л. Плющ прийнятий на тимчасову роботу робітником-брошурувальником. Скоро звільнений за те, що підписав листа до ООН.
15.01.72 після декількох обшуків Леонід Плющ заарештований, звинувачений за ст. 62 КК УРСР — «антирадянська агітація і пропаганда з метою підриву Радянської влади». У січні 1973 суд визнав, що Плющ вчинив злочин у неосудному стані. 05.07.73 суд направив Плюща на примусове лікування в Дніпропетровську спецпсихлікарню з діагнозом «млявотічна шизофренія», де він перебував до січня 1976; 7-8 місяців його «лікували» галоперидолом. 03.06.74 медична комісія продовжила Л. Плющу лікування. Улітку того ж року Міжнародний конгрес математиків у Ванкувері поширив заяву про негайне звільнення Л. Плюща. 1975 відома правозахисниця Тетяна Ходорович збирає матеріали і в самвидаві публікує книгу «Історія хвороби Леоніда Плюща». 23 жовтня в Парижі організований великий мітинг на захист Плюща. Керівники компартій Франції, Англії та Італії висунули вимоги звільнити його.

### Еміграція
У січні 1976 Л. Плющ разом із сім'єю виїхав з СРСР і з того часу жив у Франції. Західні психіатри визнали його здоровим.
1976 Л. Плющ написав автобіографічну книгу «У карнавалі історії», яка була перевидана багатьма мовами в багатьох країнах світу.
1977 Л. Плющ став закордонним представником УГГ на Заході. Багато часу й сил віддав допомозі друзям, які знемагали в радянських катівнях. До кінця 70-х він позбувся ілюзій щодо можливості «доброго» соціалізму і став переконаним антикомуністом. Інтереси його поступово змістилися від політики до культурології й літературознавства. Плющ — член об'єднання українських письменників «Слово». Дійсний член Наукового товариства імені Шевченка в галузі культурології. Автор моноґрафії «Екзод Тараса Шевченка. Навколо „Москалевої криниці“». Це оригінальне психолого-семіотичне дослідження двох редакцій поеми «Москалева криниця».
З початком демократичних змін в СРСР Плющ майже цілком віддав себе літературі. Леонід Іванович — автор аналітичних статей про творчість Т. Шевченка, М. Хвильового, В. Барки, Б.-І. Антонича, П. Тичини, В. Стуса, М. Руденка, О. Довженка, О. Галича, опублікованих в українських, французьких, російських виданнях. Автор документально-аналітичного відеофільму «З Малоросії в Україну» (1991) і статей про становище й перспективи української культури. Мав велику повагу в суспільстві.
4 червня 2015 року помер у Франції у віці 76 років. Похований у місті Бессеж.

## Родина
Дружина Тетяна Іллівна Житникова поділяла погляди чоловіка, разом з ним розповсюджувала самвидавну літературу, яка несла правду про радянський устрій. Намагаючись звільнити Леоніда Плюща з психтюрми, вона писала листи до найвищих радянських інстанцій, зверталася до західних правозахисних організацій. Разом з синами Дмитром та Олесем родина перебувала в еміграції.

## Нагороди
- Орден «За мужність» I ст. (8 листопада 2006)[3] — за громадянську мужність, самовідданість у боротьбі за утвердження ідеалів свободи і демократії та з нагоди 30-ї річниці створення Української Громадської Групи сприяння виконанню Гельсінкських угод.